# Cleistocactus tominensis
Cleistocactus tominensis är en kaktusväxtart som först beskrevs av Weing., och fick sitt nu gällande namn av Curt Backeberg. Cleistocactus tominensis ingår i släktet Cleistocactus, och familjen kaktusväxter.

## Underarter
Arten delas in i följande underarter:
- C. t. micropetalus
- C. t. tominensis

## Bildgalleri

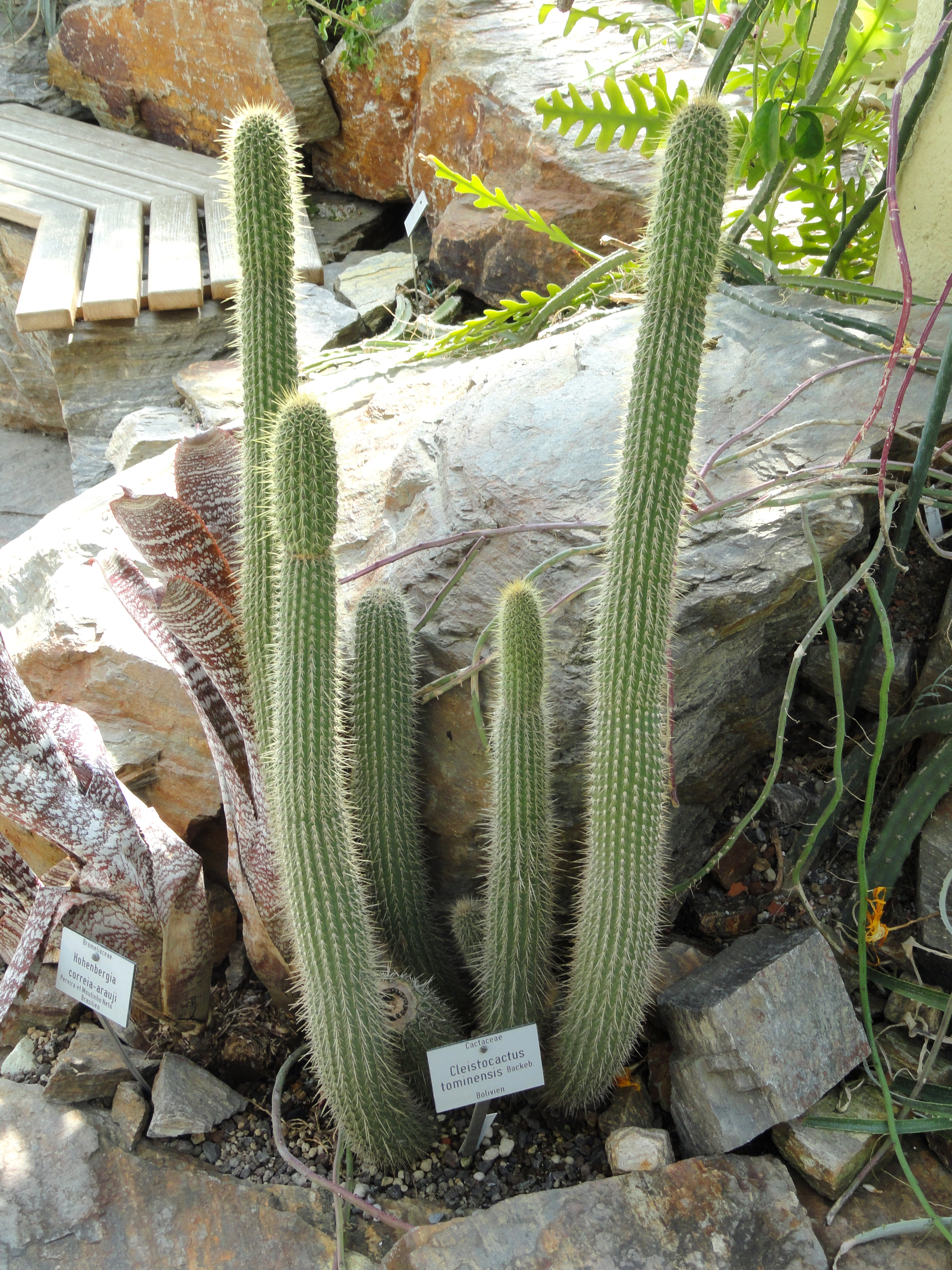